# Janet Malcolm
Jana Wienerová (Praga, 1934-16 de junio de 2021), conocida como Janet Malcolm, fue una escritora y periodista estadounidense que trabajó en The New Yorker. Fue autora de los libros Psicoanálisis: la profesión imposible (1981), En los archivos de Freud (1984) y El periodista y el asesino (1990).

## Biografía
Malcolm nacida en Praga en 1934, fue una de las dos hijas (la otra es la autora Marie Winn) de Hanna Taussig y del psiquiatra Josef Wiener, también conocido como Joseph A. Winn. Residió en Estados Unidos desde que su familia, judía, emigró de Checoslovaquia en 1939. Malcolm se educó en la Universidad de Míchigan.
Su primer marido, Donald Malcolm, fue crítico literario para la revista The New Yorker en las décadas de 1950 y 1960. Su segundo esposo, con quien se casó en 1975, Gardner Botsford, fue durante mucho tiempo editor de New Yorker y murió en 2004 a los 87 años.
Según se informaba en las primeras cubiertas de sus libros, Malcolm «vivía en Nueva York con su marido y su hija». Su hija se menciona también en el texto de El crimen de Sheila McGough.

## Caso Masson
Los artículos publicados por Malcolm en The New Yorker y su libro posterior In The Freud Archives, desencadenaron una demanda legal de diez millones de euros por parte del psicoanalista Jeffrey Moussaieff Masson, antiguo director del proyecto los Archivos Freud. En su demanda de 1984, Masson denunciaba a Malcolm por difamación al inventar citas atribuidas a él, sosteniendo que estas citas le habían desprestigiado.
Malcolm afirmó que Masson se había autodenominado «gigoló intelectual» y que se había acostado con más de mil mujeres. También declaró que él mismo había dicho que quería convertir la finca de Freud en un paraíso de «sexo, mujeres y diversión», afirmando que él era, «después de Freud, el mayor analista que jamás haya existido». Malcolm no pudo presentar completo el material polémico de la cinta. El caso se resolvió parcialmente ante la Corte Suprema de los Estados Unidos, que sostuvo, contra Malcolm, que el caso podía seguir adelante y ser juzgado por un jurado. Finalmente, el 2 de noviembre de 1994, tras una década de procedimientos, un jurado falló a favor de Malcolm, alegando que, fueran, o no, auténticas las citas, se necesitarían más pruebas para fallar en contra de Malcolm.
En agosto de 1995, Malcolm declaró haber descubierto un cuaderno extraviado que contenía tres de las citas cuestionadas. Como informó The New York Times, el autor «hizo una declaración jurada bajo pena de perjurio que las citas eran auténticas».

## El periodista y el asesino
La tesis de El periodista y el asesino está contenida en su primera frase «Todo periodista que no sea demasiado estúpido o demasiado pagado de sí mismo para darse cuenta de lo que ocurre, sabe que lo que hace es moralmente indefendible».
El ejemplo de Malcolm fue el popular escritor de no ficción Joe McGinniss, autor del libroThe Selling of the President 1968. Mientras investigaba para su libro sobre crímenes reales, Fatal Vision, McGinniss convivió con el equipo de defensa del antiguo médico de los Boinas Verdes, Jeffrey MacDonald, quien estaba siendo juzgado por los asesinatos en 1970 de sus dos hijas y de su esposa embarazada. En la publicación Fatal Vision, McGinniss llegó a la conclusión de que MacDonald era un sociópata y que estaba desequilibrado por las anfetaminas cuando mató a su familia. McGinniss se basó en el trabajo del crítico social Christopher Lasch para construir el retrato de MacDonald como un «narcisista patológico».

Malcolm sostuvo que McGinniss se vio presionado a adoptar esta estrategia por razones profesionales y estructurales, debido a la «falta de viveza» de MacDonald como personaje de la vida real, previsto para el libro. «Como todo periodista confirmará», escribe Malcolm,
La falta de interés de MacDonald no es nada raro... Cuando un periodista se enfrenta a alguien como [él], lo único que puede hacer es huir y esperar que surja pronto un tema más adecuado. En el caso MacDonald-McGinniss, tenemos un ejemplo de un periodista que aparentemente descubrió demasiado tarde que el tema de su libro no estaba a la altura, no para llegar a ser miembro de la maravillosa raza de autoficcionadores como Joe Gould, de Joseph Mitchell y Perry Smith, de Truman Capote, de quienes depende la vida de la "novela de no ficción" La solución a la que llegó McGinniss para lidiar con la falta de carácter de MacDonald no era satisfactoria, pero tenía que servir.
Según Malcolm, fue para ocultar este déficit que McGinniss citó abundantemente el estudio de Lasch La cultura del narcisismo, publicado en 1979. Esto, para ella, era un pecado profesional. El pecado moral de McGinniss, su acto "indefendible", en su opinión, fue fingir que creía en la inocencia de MacDonald mucho después de haberse convencido de la culpabilidad del hombre.
El libro de Malcolm causó sensación cuando en marzo de 1989 apareció en dos entregas en la revista The New Yorker. Criticado duramente en la primera publicación, el libro sigue siendo polémico, aunque ha llegado a ser considerado un clásico, según Douglas McCollum. Ocupa el puesto 97 en la lista de The Modern Library de las «100 mejores obras de no ficción» del siglo XX. McCollum escribió en Columbia Journalism Review "En la década siguiente a la aparición del ensayo de Malcolm, su teoría, antes controvertida, se convirtió en conocimiento adquirido".

## Psicoanálisis: la profesión imposible
El estudioso de Freud, Peter Gay, escribió acerca del estudio de Malcolm sobre la profesión psicoanalítica moderna: «El ingenioso y perverso Psicoanálisis: La profesión imposible, de Janet Malcolm ha sido elogiado justamente por los psicoanalistas como una introducción fiable a la teoría y técnica analítica. Tiene la rara ventaja, frente a otros textos más solemnes, de ser divertido además de informativo».
En su reseña del New York Times de 1981, Joseph Edelson escribió que Psychoanalysis: The Impossible Profession «es un libro ingenioso. Tiene éxito en parte porque Malcolm aporta en su trabajo una mirada aguda sobre las superficies (ropa, discurso y mobiliario) lo que expresa el carácter y el papel social (es la crítica de fotografía de The New Yorker). Tiene éxito porque se ha instruido cuidadosamente en la literatura técnica. Sobre todo, tiene éxito porque ha sido capaz de involucrar a Aaron Green en un simulacro del encuentro psicoanalítico: él confesándose con ella, ella (sospecho) con él, los dos unidos en un intrincado minueto de revelación».

## Reputación
La inclinación de Malcolm por los temas controvertidos y la tendencia a insertar sus creencias y opiniones en sus narrativas le han traído tanto admiradores como detractores. "Apoyándose en gran medida en las técnicas del psicoanálisis, investiga no solo las acciones y reacciones, sino también las motivaciones y la intención; persigue el análisis literario como un drama criminal y las batallas judiciales como las novelas", escribió Cara Parks en The New Republic. Parks elogió el "estilo profundamente intelectual" de Malcolm, así como su "agudeza y creatividad". Sin embargo, en Esquire, Tom Junod caracterizó a Malcolm como "una odiadora de sí misma, cuya obra ha conseguido hablar del odio a sí misma (por no hablar de los problemas de clase) de una profesión que se propone ser 'una de tantas' pero nunca lo será". Junod la encontró desprovista de "simpatía periodística" y observó: "Muy pocos periodistas están más animados por la malicia que Janet Malcolm", y concluyó que "Malcolm es a la vez "egoísta" y "profundamente mentirosa".

## Obras

### No ficción
- Psicoanálisis: la profesión imposible (1981).
- En los archivos de Freud (1984).
- El periodista y el asesino (1990).
- La mujer silenciosa: Sylvia Plath y Ted Hughes (1994).
- El crimen de Sheila McGough (1999).
- Leyendo a Chéjov: un viaje crítico (2001).
- Dos vidas: Gertrude y Alice (2007).
- Ifigenia en Forest Hills: Anatomía de un juicio por asesinato (2011).

### Antologías de ensayos
- Diana y Nikon: Ensayos sobre la estética de la fotografía (1980).
- The Purloined Clinic: Selected Writings (1992), que contiene los ensayos "A Girl of the Zeitgeist" y "The Window Washer".
- Cuarenta y un comienzos falsos: ensayos sobre artistas y escritores (2013).
- Nadie te está mirando: ensayos (2019).

### Fotografía
- Bardana (2008)

## Premios
- 2008 Premio PEN Jacqueline Bograd Weld a la biografía, Dos vidas: Gertrude y Alice.[24]
- Finalista del Premio del Círculo de Críticos Nacional del Libro 2013 (Crítica) por cuarenta y un comienzos falsos.[25][26]